# U2 Tower
La Torre U2 (U2 Tower en inglés) fue un rascacielos en construcción en Dublín. Localizado en el sur de Dublin Docklands, en la esquina de Sir John Rogerson's Quay y Great Britain Quay, junto al Río Liffey, el río Dodder, y el Grand Canal. El diseño anunciado el 12 de octubre 2007 es obra de Foster and Partners. Su altura estaba proyectada a 120 metros, iba a ser el edificio más alto de la isla de Eire. Iba a ser un edificio de apartamentos, con un estudio de grabación propiedad del grupo de rock U2 en la parte superior del edificio. La construcción se inició en 2008 y estaba prevista su finalización en el año 2011, con un costo de 200 millones de €, pero en octubre de 2008 el proyecto fue pospuesto indefinidamente debido a la crisis económica. 

## Historia
La Autoridad de Desarrollo de Puertos de Dublín (DDDA) fue establecida en 1999 para regenerar el área de los almacenes y bodegas abandonados en los muelles de la desembocadura del Río Liffey en Dublín. En 2000, La DDDA propuso una Torre Monumento para el muelle Britain.
La involucración de U2 fue parte de un trato en 2001 cuando la DDDA adquirió el lugar del Estudio de Grabación previo de U2 en Hanover Quay. En octubre de 2002 se anunció un Concurso de Propuesta Arquitectónica para la Torre; inicialmente de 60 metros de altura, con apartamentos y un ático con estudio de grabación para U2. 530 propuestas de todo el mundo fueron recibidas hasta la fecha de cierre en febrero de 2003.
Inicialmente, la autoridad eligió una propuesta ganadora que fue descalificada después debido a que la DDDA perdió los detalles de qué firma había entregado el diseño, siendo por ello incapaces de notificar al ganador. En agosto de 2003, el diseño ganador anunciado fue el de los arquitectos Burdon Dunne y Craig Henry (Ahora BCDH Arquitectos) de Blackrock, Dublín. 
En septiembre de 2005 la DDDA incrementó la altura de la Torre U2 de 60 a 120 metros. Esto fue conjuntamente con la planeada construcción de la Watchtower en el complejo Poit Village al norte de Liffey, sitio opuesto a la U2 Tower. Se imaginaba a las dos torres formando un monumento de entrada y Puerta Visual para la ciudad desde el Puerto de Dublín.
El viernes 31 de octubre de 2008, la Autoridad de Desarrollo de Puertos de Dublín anunció la suspensión de los planes de construcción indefinidamente debido a las actuales condiciones económicas.